# US-amerikanische Fußballnationalmannschaft (U-17-Junioren)
Die US-amerikanische U-17-Fußballnationalmannschaft ist eine Auswahlmannschaft amerikanischer Fußballspieler. Sie unterliegt der United States Soccer Federation und repräsentiert sie international auf U-17-Ebene, etwa in Freundschaftsspielen gegen die Auswahlmannschaften anderer nationaler Verbände, bei CONCACAF U-17-Meisterschaften und U-17-Weltmeisterschaften.
Die Mannschaft gewann die CONCACAF-Meisterschaft dreimal (1983, 1992 und 2011).
Ihr bestes Ergebnis bei Weltmeisterschaften war der vierte Platz 1999. Zudem erreichte sie viermal das WM-Viertelfinale (1991, 1993, 2003 und 2005).

## Teilnahme an U-17-Weltmeisterschaften
(Bis 1989 U-16-Weltmeisterschaft)
| 1985 | Vorrunde           |
| 1987 | Vorrunde           |
| 1989 | Vorrunde           |
| 1991 | Viertelfinale      |
| 1993 | Viertelfinale      |
| 1995 | Vorrunde           |
| 1997 | Vorrunde           |
| 1999 | 4. Platz           |
| 2001 | Vorrunde           |
| 2003 | Viertelfinale      |
| 2005 | Viertelfinale      |
| 2007 | Achtelfinale       |
| 2009 | Achtelfinale       |
| 2011 | Achtelfinale       |
| 2013 | nicht qualifiziert |
| 2015 | Vorrunde           |
| 2017 | Viertelfinale      |
| 2019 | Vorrunde           |
| 2021 | –                  |
| 2023 | Achtelfinale       |

## Teilnahme an CONCACAF U-17-Meisterschaften
(1983–1988: CONCACAF U-16-Meisterschaft, 1999–2007: In zwei Gruppen ausgetragenes WM-Qualifikationsturnier)
| 1983 | Sieger              |
| 1985 | nicht teilgenommen  |
| 1987 | 2. Platz            |
| 1988 | 2. Platz            |
| 1991 | 2. Platz            |
| 1992 | Sieger              |
| 1994 | 2. Platz            |
| 1997 | 2. Platz            |
| 1999 | 2. Platz (Gruppe A) |
| 2001 | Sieger (Gruppe A)   |
| 2003 | Sieger (Gruppe A)   |
| 2005 | Sieger (Gruppe A)   |
| 2007 | Sieger (Gruppe B)   |
| 2009 | Halbfinale 1        |
| 2011 | Sieger              |
| 2013 | Viertelfinale       |
| 2015 | 3. Platz (Gruppe A) |
| 2017 | 2. Platz            |
| 2019 | 2. Platz            |
| 2023 | 2. Platz            |